# Koupel-Yargo
Koupel-Yargo est une commune rurale située dans le département de Kombissiri de la province du Bazèga dans la région Centre-Sud au Burkina Faso.

## Histoire
En 2018, le puits principal du village – creusé au début des années 2000 – a été remis en état de fonctionnement (réfection du puits et mise en place d'un système de pompage moderne) avec l'aide de l'Agence de coopération internationale du Japon (JICA) qui officie dans le pays. Cette réalisation a donné lieu à la venue à Koupel-Yargo de l'ambassadeur du Japon au Burkina Faso, Tamotsu Ikezaki, le 9 février 2018.

## Santé et éducation
Les centres de soins les plus proches de Koupel-Yargo sont le centre médical ainsi que le centre de santé et de promotion sociale (CSPS) de Kombissiri.
La commune possède une école primaire rattachée à la circonscription d'éducation de base (CEB) de Kombissiri I.